# Percy Bysshe Shelley
Percy Bysshe Shelley (se pronunță: pɜrsi bɪʃ ʃɛli)  (n. 4 august 1792, Horsham, Anglia, Regatul Marii Britanii – d. 8 iulie 1822, Gulf of La Spezia⁠(d), Liguria, Italia) a fost unul dintre cei mai importanți poeți ai romantismului englez, criticii considerându-l unul dintre cei mai de seamă lirici ai literaturii de limbă engleză. Faima i-au adus-o poemele clasice Oyzmandias, Odă vântului de apus (Ode to the West Wind),  Odă unei ciocârlii (To a Skylark) și Mascarada anarhiei (The Masque of Anarchy), care sunt printre cele mai populare și cele mai lăudate poeme de limbă engleză. Cu toate acestea, lucrările sale majore sunt poemele vizionare Prometeu descătușat (Prometheus Unbound), Alastor, Adonis (Adonais), Revolta islamului (The revolt of Islam), precum și piesa neterminată Triumful vieții (The Triumph of Life). Familia Cenci (The Cenci) și Prometeu descătușat sunt piese dramatice scrise în cinci, respectiv patru acte. De asemenea, a scris romanele în stil gotic Zastrozzi și  St. Irvyne sau Cavalerul de Rozacruce (St. Irvyne, or the Rosicrucian), precum și proză scurtă Asasinii (The Assassins) și Colosseumul (The Coliseum).
Shelley a fost de asemenea celebru pentru prieteniile sale cu John Keats și Lordul Byron. Cea de-a doua soție a lui Shelley a fost romanciera Mary Shelley, autoarea lui Frankenstein. 
Shelley nu a trăit suficient să se bucure de succesul operei sale. Unele lucrări ale sale au fost publicate, dar nu puține, au fost mai apoi interzise după tipărire. Se spune că în timpul vieții nu a încasat mai mult de 50 de lire sterline din scrierile sale. Doar 50 de cititori, aproximativ, i-au citit lucrările până la moarte. În 1813, la vârsta de 21 de ani, a tipărit primul său poem Crăiasa Mab (Queen Mab), un poem radical și revoluționar, în 250 de exemplare. Crăiasa Mab a fost scrisă folosind excesiv un limbaj tehnico-științific și imortalizând recomandări morale pentru societatea oropsită din lumea industrializată.

## Biografie

### Educația și primele creații literare
S-a născut la Field Place în Horsham, sudul Angliei, fiind fiul lui Sir Timothy Shelley, (7 septembrie 1753 – 24 aprilie 1844), membru al Parlamentului britanic, din partea Partidului Whig și al soției acestuia Elisabeth Pilfold, proprietară de terenuri în Sussex. A fost cel mai în vârstă dintre frații săi, având cinci surori și un frate. Educația primară a primit-o acasă, avându-l profesor pe reverendul Evan Edwards din Warnham. A avut o copilărie fericită fiind preocupat de pescuit și vânătoare, conform spuselor vărului și prietenului său Thomas Medwin în cartea sa Viața lui Percy Bysshe Shelley (The Life of Percy Bysshe Shelley).
În anul 1802 intră la Syon House Academy din Isleworth, o școală particulară condusă de un anume doctor Greenlaw, un dascăl scoțian autoritar. 
În anul 1804 merge la Eton College, o școală aristocratică unde intră în conflict atât cu conducerea, cât și cu majoritatea colegilor lui. Aici se practica încă biciuirea colectivă a elevilor. Shelley se răzvrătește împotriva acestor metode de învățământ, cât și împotriva tiraniei practicate de elevii din clasele superioare, care-i sileau pe cei din clasele inferioare să-i slugărească. Firea sa nesupusă, ca și preocupările sale deosebite de cele ale colegilor i-au creat o reputație proastă, concretizată în porecle ca Shelley nebunul (Shelley-baits) sau Shelley ateul. La Eton, Shelley își dezăvârșește studiile clasice (latina era un obiect principal) și se preocupă intens de științele naturii, mai ales de chimie. Influențat de romanele gotice, la modă pe vremea aceea, scrie două povestiri fantastice: Zastrozzi și St. Irvyne sau Cavalerul de Rozacruce. Revista Fraser's Magazine publică, în aceeași perioadă, o altă producție literară a lui Shelley, un poem epic, scris în colaborare cu vărul său Thomas Medwin, intitulat Jidovul rătăcitor (The Wondering Jew).
În 10 aprilie 1810, se înscrie la Universitatea din Oxford - unde învățase și tatăl său. Se împrietenește încă din primele zile, cu studentul Thomas Jefferson Hogg, unul dintre viitorii săi biografi. Legenda spune că a participat doar la un singur curs, preferând în schimb să citească 16 ore pe zi. Lecturile sale din această perioadă opere sunt Istoria naturală a lui Pliniu, Despre natura lucrurilor a lui Lucrețiu, Încercare asupra intelectului uman a lui John Locke, eseurile lui David Hume, scrierile lui Rousseau și ale altor iluminiști francezi. Dar cartea lui de căpătâi, descoperită încă pe când era elev la Eton, rămâne celebra Cercetare privind principiile dreptății politice și influența acesteia asupra virtuții și fericirii obstești (An Enquiry Concerning the Principles of Political Justice, and its Influence on General Virtue and Happiness), opera capitală a lui William Godwin.
În același an (1810) publică primul său roman gotic, Zastrozzi, în care prezintă viziunea sa ateistă asupra lumii prin intermediul maleficului personaj Zastrozzi. Tot în 1810 publică împreună cu sora sa, Elisabeth, volumul de versuri Poezii originale de Victor și Cazire (Original Poetry by Victor and Cazire). De asemenea, la sfârșitul anului publică o colecție de versuri, Fragmente postume de Margaret Nicholson (Posthumous Fragments of Margaret Nicholson), împreună cu Thomas Jefferson Hogg, o culegere de poezii dedicate unei spălătorese care, în 1786, atentase la viața regelui George al III-lea și fusese internată într-un ospiciu.  
În 1811 publică al doilea roman gotic St. Irvyne și pamfletul Necesitatea ateismului (The Necessity of Atheism). Pamfletul publicat anonim de librarul J. Munday (asociat cu un anume Slatter) din Oxford a atras atenția administrației universității și Shelley a fost chemat în fața consiliului profesoral al colegiului, pentru a da socoteală. Refuzul său de a nega că pamfletul îi aparține a rezultat în exmatricularea sa la data de 25 martie 1811, împreună cu prietenul său Hogg. Descoperirea lucrării Eseu poetic asupra stării lucrurilor (Poetical Essay on the Existing State of Things), în anul 2006, un lung poem antimonarhic și împotriva războiului publicat în 1811 în Londra de către un gentleman de la Universitatea din Oxford, a dat o nouă lumină în cazul exmatriculării sale de la Oxford.
Ulterior lui Shelley i s-a oferit șansa de a fi reprimit în cadrul universității, la intervenția tatălui său, cu condiția să afirme public că renunță la viziunile sale. Dar refuzul său conduce către deteriorarea relațiilor cu tatăl său, care îi suspendă orice sprijin financiar.

### Anii de pribegie
Surorile poetului, care învață acum la o școală pensionat dintr-o mahala a Londrei, îi trimit în taină bani printr-o colegă de-a lor, Harriet Westbrook, fiica unui fost proprietar de cafenea. Harriet, o fată de 16 ani, naivă și frumoasă, se îndrăgostește de tânărul rebel, care încearcă să o convertească la ateism. Cam în aceeași perioadă, Shelley își găsește un nou prozelit, în persoana învățătoarei Elisabeth Hitchener (cu zece ani mai în vârstă decât el), directoarea unei școli de țară.
În iulie 1811, Shelley pleacă în Țara Galilor, la moșia unui văr al său, unde primește o scrisoare patetică de la Harriet Westbrook, care i se plânge că tatăl ei vrea să o trimită cu de-a sila la școală, unde atmosfera devenise insuportabilă. Shelley e întoarce la Londra, de unde fuge împreună cu Harriet în Scoția. La 28 august se căsătoresc la Edinburgh (legile scoțiene privitoare la căsătorie fiind foarte simple).
În curând, Shelley, pleacă împreună cu Harriet și cu sora ei, Eliza, la Keswick, în ținuturile lacurilor, cântat de Wordsworth, Southey și Coleridge - poeți romantici din generația precedentă, supranumiți și poeții lacului. Aici îl vizitează pe ducele de Norfolk, influentul prieten al familiei sale și grație intervenției acestuia, Timothy Shelley va consimți să-i acorde fiului său rătăcit o rentă anuală de 200 de lire sterline, iar tatăl Harrietei îi va urma exemplul, cu o sumă egală. 
În anul 1812, îi scrie din Keswick lui William Godwin, recomandându-i-se ca un discipol. Spre surprinderea lui, va primi de la Godwin niște sfaturi părintești - printre altele, să se împace cu familia și să-și potolească zelul revoluționar. Shelley, însă, își va urma drumul său. Pleacă în Irlanda, unde va desfășura timp de câteva luni o intensă activitate propagandistică. Scrie și difuzează personal la Dublin un Manifest căte poporul irlandez, cuprinzând un program godwinian de reforme, dezvoltat apoi sub forma unor Propuneri în vederea înființării unei asociații (a unei Asociații filantropice, menită să promoveze, prin mijloace pașnice, libertatea Irlandei). Idei asemănătoare vor fi expuse și într-o Declarație a drepturilor, adoptată după modelul celebrei Declarații adoptate de Adunarea Constituțională franceză în 1789. Privit, însă, cu neîncredere sau cu indiferență de către irlandezi, Shelley renunță în curând la apostolatul său.
În primăvara lui 1812, Shelley se întoarce în Anglia. Se stabilește, împreună cu Harriet și Eliza, în pitoreasca localitate Lynmouth, de pe coasta Devonshire-ului, unde va sosi în curând și Elisabeth Hitchener, hotărâtă să-l ajute la opera de regenerare morală a societății. Shelley e pus sub urmărirea poliției, din ordinul ministrului de interne.
Pe la sfârșitul lui februarie 1813, Shelley pleacă brusc din orășelul Tremadoc (unde se stabilise pe la începutul lui septembrie 1812) în urma unui incident misterios, asupra căruia părerile biografilor lui sunt împărțite: în noaptea din ajunul plecării, poetul a fost victima unei halucinații sau a unei tentative reale de asasinat, din partea unui individ strecurat în locuința lui. 
După o scurtă călătorie în Irlanda, soții Shelley se reîntorc în Anglia, stabilindu-se la Londra. În iunie 1813 apare Crăiasa Mab, un amplu poem filosofic, însoțit de numeroase note. Cam tot pe atunci, vine pe lume Ianthe Elisabeth, primul copil al lui Shelley. Harriet începe să se înstrăineze de soțul ei, refuzând chiar să-și crească fetița, pe care o lasă în grija Elizei Westbrook. Shelley face cunoștință cu poetul Thomas Love Peacock, care avea să devină unul din biografii săi (publicând în 1855 - 1860 Amintiri despre Shelley).
Sub îndrumarea lui Peacock, care este un bun cunoscător al literaturii clasice greco-latine, Shelley începe să studieze temeinic greaca veche, pentru ai citi în original pe Homer, Platon, etc.
La 23 martie 1814, Shelley se cunună din nou cu Harriet (potrivit ritualului bisericii anglicane), pentru a-și legaliza prima căsătorie, oficiată în Scoția. Totuși, nici această inițiativă a lui nu duce la o împăcare reală cu soția sa. Singura operă mai importantă în această perioadă este dialogul filosofic Împotriva deismului (A Refulation of Deism), publicat, fără semnătură, pe la începutul anului 1814. În iunie, Harriet pleacă la Bath împreuă cu fetița, părăsindu-l de fapt pe Shelley.
La Londra, acesta face cunoștință cu Mary Godwin, fiica filosofului, și a luptătoarei feministe Mary Wollstonecraft (autoarea unei Pledoarii pentru drepturile femeilor, publicată în 1792).
La 28 iulie 1814, Shelley pleacă în taină, împreună cu Mary și cu Claire Clairmont (fiica celei de-a doua soții a lui Godwin), într-o călătorie pe continent. Ajung în Elveția, dar, după câteva zile petrecute pe malul lacului Lucerna, cei trei fugari sunt nevoiți să se întoarcă în Anglia. Godwin refuză să-l mai primească pe Shelley în casa lui, deși continuă să-i ceară bani.
La 30 noiembrie 1814, Harriet aduce pe lume un băiat, care va primi numele de Charles Bysshe.
La 6 ianuarie 1815, Sir Bysshe Shelley, bunicul poetului (care fusese înnobilat în 1806 cu titlul de baronet), moare, lăsând o avere considerabilă, evaluată la 200.000 lire sterline. După îndelungate și penibile tratative cu tatăl său, poetul consimte să primească un venit anual de 1.000 lire. (Pentru a o pune pe Harriet la adăpost de griji, Shelley îi va acorda a cincea parte din această rentă.)

Mary Shelley

În vara aceluiași an, poetul e instalează împreună cu Mary în satul Bishopsgate, de lîngă pădurea Windsor. În urma unei excursii făcute cu barca pe Tamisa, către izvoarele acesteia, scrie poemul Alastor sau duhul singurătății (Alastor, or the Spirit of Solitude), care va apărea în martie 1816, într-un volum cuprinzând și alte câteva poezii. Volumul e întâmpinat cu răceală de critica vremii.
La 24 ianuarie 1816, Mary naște un băiat, care primește numele de William.
În mai, Shelley pleacă din nou pe continent, împreună cu Mary, cu micul William și cu Claire Clairmont, și se instalează la Geneva, unde cu puțină vreme înainte poposise ilustrul Lord Byron. Cei doi se împrietenesc repede. Shelley scrie poemele Mont Blanc și Imn frumuseții intelectuale (Hymn to Intellectual Beauty). Petrece cîteva zile memorabile în casa lui Byron, unde poposise între timp și Matthew Gregory Lewis, autorul Călugărului și a altor romane gotice.
În septembrie, Shelley și ai săi se întorc în Anglia. Mary și Jane se stabilesc la Bath, lăsându-l pe Shelley la Londra, să rezolve diferite chestiuni legale de moștenire.
În decembrie, o veste îngrozitoare: în canalul Serpentine din Hyde Park a fost găsit cadavrul lui Harriet, care dispăruse cu vreo lună în urmă de acasă. Deși, personal n-avea să-și reproșeze nimic, Shelley a rămas toată viața afectat de moartea tragică a primei sale soții. Totuși, pentru a-și sublinia nevinovăția și pentru a-și pune la adăpost noua familie, poetul se căsătorește, la 30 decembrie, cu Mary. 
La 8 ianuarie 1817, tatăl lui Harriet adresează lordului cancelar Eldon o jalbă pioasă în numele celor doi copii ai lui Shelley din prima căsătorie, cerând șefului justiției engleze să nu-i lase în grija tatălui lor, un ateu declarat și un om imoral.
La 27 martie, lordul cancelar pronunță sentința: copiii lui Shelley sunt puși sub protecția Înaltei Curți, urmând ca tatăl lor să fie consultat, împreună cu domnul John Westbrook, în privința alegerii unui tutore capabil să le asigure o educație morală. Revolta poetului (exprimată în versurile adresate lordului cancelar) nu cunoaște margini. În timpul procesului de la Chancery Court, Shelley se stabilise la Marlow împreună cu Mary, Claire și fetița acesteia, Allegra, fiica nelegitimă a lordului Byron.
La Marlow, Shelley desfășoară o intensă activitate literară, politică și socială. El scrie un amplu poem, pe care îl va intitula la început Laon și Cythna, iar mai apoi Revolta Islamului. Poemul, o sinteză lirică a convingerilor și experienței lui revoluționare, va apărea în 1818.
Sub pseudonimul Pustnicul din Marlow, Shelley publică în martie Un proiect de reformă electorală (A Proposal for Putting Reform to the Vote), iar în noiembrie Un mesaj adresat poporului în legătură cu moartea prințesei Charlotte (An Address to the People on the Death of Princess Charlotte); în acest mesaj, poetul comentează două evenimente la ordinea zilei, punându-le într-un izbitor contrast: moartea fiicei prințului regent și executarea a trei țesători din Derbyshire, acuzați de a fi luat parte la o răscoală instigată chiar de guvern, în scopuri diversioniste. Analizând aceste două evenimente, Shelley propunea poporului englez să abordeze doliu nu pentru răposata prințesă, ci pentru liberatatea ucisă!
La 3 septembrie, Mary naște o fetiță - Clara.

#### Italia
La 11 martie 1818, poetul, bolnav de plămâni, își părăsește pentru totdeauna patria nerecunoscătoare, pornind spre Italia, împreună cu familia sa. La Bagni di Lucca, o mică localitate din inima Apeninilor, își definitivează poemul Rosalind și Helen, început la Marlow, și traduce Simposion-ul lui Platon.
În august, Shelley o însoțește pe Claire Clairmont la Veneția, unde se stabilise Byron, care consimțise să-și crească fetița, dar nu voia să știe de fosta lui iubită. Datorită tactului lui Shelley, Byron îi îngăduie acesteia să-și viziteze copilul. La propunerea lui Byron, Shelley se mută împreună cu familia într-o casă închiriată la Este, nu departe de Veneția, în regiunea dealurilor Euganee.
La 24 septembrie, moare Clara, fetița lui Shelley.
Poetul scrie Julian și Maddalo - o evocare a întâlnirilor cu Byron la Veneția. 
Pe la începutul lui noiembrie, Shelley, pleacă spre sudul Italiei, pentru a-și petrece iarna la Neapole.
Către sfârșitul lui februarie 1819, Shelley pleacă din Neapole la Roma, unde - printre ruinele Băilor lui Caracalla - scrie cea mai mare parte a poemului Prometeu descătușat, început încă de la Este; lucrează la o nouă piesă în versuri Familia Cenci, inspirată de o cronică a tragediei acestei nobile familii romane.
O nouă tragedie în propria-i familie - moartea micuțului William, la 7 iunie - îl determină pe Shelley să plece de la Roma la Livorno, unde termină drama istorică Familia Cenci', pe care o tipărește în 250 de exemplare, cu gândul să le trimită în Anglia pentru o eventuală punere în scenă. În Anglia, însă, campania împotriva poetului continua, chiar în absența lui. Revista ultraconservatoare The Quarterly Review publicase, de pildă, în aprilie 1819 un articol injurios, care-l califica pe autorul Revoltei Islamului drept un destrăbălat lipsit de rușine ...
Aflând despre masacrul de la Peterloo, Shelley își va exprima revolta într-un poem satiric intitulat Mascarada anarhiei. Dar nici Mascarada anarhiei (trimisă lui Leigh Hunt cu rugămintea de a o publica în The Examiner), nici celelalte poezii politice - Cântec pentru fiii Angliei, Anglia în 1819, Un nou imn național, etc - n-au putut vedea lumina tiparului în Anglia acelei vremi.
În toamnă, Shelley se mută la Florența, unde - la 12 noiembrie - Mary aduce pe lume un băiat, Percy Florence. Shelley scrie ultimul act din Prometeu descătușat, precum și un poem satiric, intitulat Peter Bell al treilea (Peter Bell the Third), în care ridiculizează noua operă (Peter Bell) a lui Wordsworth, devenit ultrareacționar. Tot la Florența ia naștere faimoasa Odă vântului de apus. Poetul încheie anul 1819 - cel mai rodnic dintre puținii ani ai vieții sale - scriind un eseu intitulat Un punct de vedere filosofic asupra Reformei (A Philosophical View of Reform), eseu rămas neterminat.
Către sfârșitul lui ianuarie 1820, poetul părăsește Florența, stabilindu-se la Pisa. Aici scrie poemul Planta simțitoare (The Sensitive Plant). În iunie își schimbă din nou reședința, plecând la Livorno, unde scrie celebra Odă unei ciocârlii. În august, pleacă la San Giuliano, o localitate balneară de lângă Pisa. Scrie poemul fantastic Vrăjitoarea din Atlas (The Witch of Atlas) și piesa satirică în versuri Oedip tiranul (Oedipus Tyrannus, or Swellfoot the Tyrant), inspirată de răsunătorul scandal izbucnit în Anglia în legătură cu procesul intentat de prințul regent soției lui legitime, prințesa Carolina.
Evenimentele din viața politică europeană îl preocupă în egală măsură pe Shelley, care scrie printre altele, o Odă libertății (Ode to Liberty) și o Odă Neapolelui (Ode to Naples) - prima inspirată de revoluția izbucnită pe la începutul lui 1820 în Spania, iar cea de-a doua de răscoala carbonarilor din Neapole (în iulie).
Pe la sfârșitul lunii octombrie, Shelley e nevoit să plece din San Giuliano, casa lui fiind inundată de apele revărsate ale fluviului Serchio. Se stabilește la Pisa, într-o casă de pe Lung' Arno (cheiul fluviului Arno).
În iarna anului 1820 - 21, Shelley face cunoștință, la Pisa, cu Emilia Viviani, fiica mai mare a guvernatorului acestui oraș, închisă de tatăl ei într-o mănăstire. Fermecat de frumusețea fetei, în care vede o victimă a tiraniei, poetul scrie Epipsychidion, un imn închinat iubirii platonice, dragostei ideale. (Termenul epipsychidion - născocit de Shelley prin analogie cu epithalamion = cântec de nuntă, și cu epinikion = cântec de biruință - înseamnă în greacă cântec despre suflet.) Poemul apare în vara anului 1821, la Londra, într-o plachetă anonimă. Shelley va mărturisi ulterior că s-a înșelat în privința Emiliei Viviani.
În primăvară, Shelley scrie În apărarea poeziei (A Defence of Poetry), eseu conceput ca o replică la un articol publicat de prietenul său Thomas Love Peacock în almanahul londonez Literary Miscellany. În acest articol, intitulat Cele patru vârste ale poeziei (The Four Ages of Poetry), Peacock argumenta că poezia, ajunsă în ultima ei fază (epoca de bronz, reprezentată de poeții lacului), e sortită să dispară. Shelley se ridică în apărarea poeziei, subliniind rolul ei revoluționar.
Pe la jumătatea lui aprilie, Shelley află de moartea compatriotului său John Keats,doborât de tuberculoză la Roma. Socotind că atacurile veninoase ale unor critici literari conservatori împotriva tânărului său confrate nu erau străine de moartea lui prematură, Shelley scrie elegia Adonis, pe care o tipărește în iulie, la Pisa. (Atât Shelley, cât și Keats erau ținta preferată a revistelor reacționare Quarterly Review și Blackwood's Edinburgh Magazine.)
Shelley se împrietenește cu Alexandru Mavrocordat, unul dintre conducătorii mișcării de eliberare a poporului grec de sub jugul otoman. (Văr cu prințul Ipsilanti, conducătorul Eteriei, înființată în 1814 la Odesa, cu scopul eliberării Greciei și a altor țări din sud-estul Europei, inclusiv a principatelor române.) Entuziasmat de veștile venite din Grecia, Shelley scrie Hellas, o dramă lirică dedicată Excelenței sale prințul Alexandru Mavrocordat, fost secretar pentru afacerile externe ale domnitorului Valahiei ....
La Pisa, Shelley e înconjurat de un cerc de prieteni din ce în ce mai larg: soții John și Maria Gisborne, soții Eduard și Jane Williams, precum și Thomas Medwin, vărul său, proaspăt reîntors din India, unde slujise, ca și Eduard Williams, în armata britanică.
În toamnă sosește la Pisa și Byron. Relațiile dintre cei doi poeți, umbrite întrucâtva de purtarea lui Byron față de cumnata lui Shelley, sunt din nou cordiale. La această apropiere contribuind și hotărârea lor comună de a-l chema în Italia pe Leigh Hunt pentru a edita împreună o revistă în care toși trei să-și poată publica nestingheriți operele.
În 1822, un nou prieten se adaugă cercului din jurul poetului: e vorba de Edward John Trelawny, un tânăr căpitan de marină, reîntors recent dintr-o călătorie romantică prin Orientul Îndepărtat.  
Shelley lucrează la o nouă piesă în versuri, o tragedie istorică despre ajunul primei revoluții burgheze din Anglia - Carol I (Charles the First). De asemeni, traduce din Calderón, dramaturgul spaniol, cu care și-a descoperit, nu de mult, afinități deosebite. Prin intermediul lui Trelawny, Shelley comandă unui constructor de nave genovez o ambarcațiune specială, pentru plimbările pe care speră să le facă, împreună cu Eduard Williams, pe apele golfului Spezzia, unde s-au hotărât să se instaleze amândoi, împreună cu soțiile.
La 12 mai, ambarcațiunea, botezată Ariel, sosește la noua lor reședință, Villa Magni, pe țărmul golfului Spezzia. 
Shelley începe un nou poem, intitulat Triumful vieții (The Triumph of Life).

### Sfârșitul

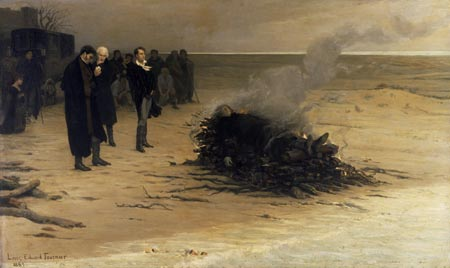
Funeraliile lui Shelley de Louis Edouard Fournier (1889); pictați în centru, de la stânga, Trelawny, Hunt și Byron

La 19 iunie, o veste plăcută: familia Hunt a sosit în sfârșit în Italia. Dornic să-și întâmpine prietenul, Shelley se îmbarcă împreună cu Williams pe Ariel, în ziua de 1 iulie. A doua zi îl îmbrățișează pe Leigh Hunt la Livorno și pornește de îndată cu el și cu familia lui spre Pisa, ca să-i instaleze în palatul Lanfranchi, de mult pregătit ca să-i găzduiască. În seara zilei de 7 iulie, Shelley se întoarce la Livorno, și a doua zi, pe la amiază, se îmbarcă împreună cu Williams pe  Ariel, în ciuda zăpușelii prevestitoare de furtună.
La 18 iulie a fost găsit, pe plaja de lângă Via Reggio, cadavrul poetului naufragiat; a lui Williams fusese aruncat de mare ceva mai departe, cu o zi înainte, iar cadavrul tânărului marinar Charles Vivian - care-l ajuta pe Williams să manevreze ambarcațiunea - avea să fie găsit abia peste trei săptămâni. Din buzunarele hainelor lui Shelley au fost scoase două cărți: un volum de poezii ale lui Keats și un volum al lui Sofocle.
La 16 august - pe plaja de la Via Reggio - cadavrul lui Shelley a fost ars în prezența lui Byron, a lui Leigh Hunt și a lui Trelawny. Ceremonia incinerării s-a desfășurat în tăcere, cu simplitatea și măreția ritualurilor funerare din vechea Eladă. Peste câteva ore, apropiindu-se de vatra încinsă, Trelawny a constatat cu uimire că inima poetului era încă întreagă: scoțând-o din flăcări, el i-a încredințat-o lui Hunt, care avea să i-o predea soției lui Shelley.

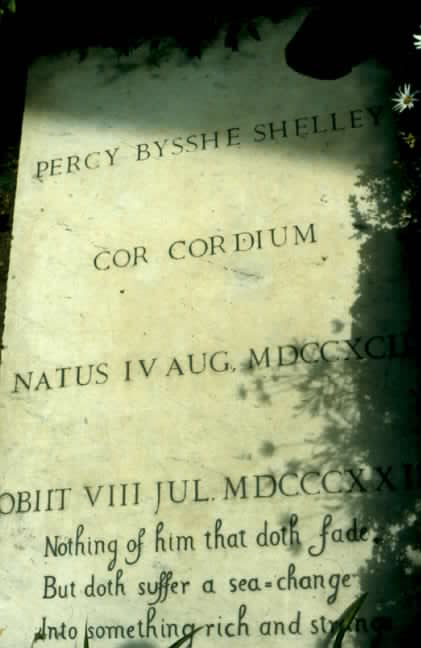
Mormântul lui Shelley în Roma - Piatra funerară

Cenușa rezultată din incinerare a fost trimisă într-o urnă la Roma și îngropată (la 7 decembrie) în cimitirul protestant, sub o lespede simplă, pe care a fost gravată următoarea inscripție a lui Hunt: PERCY BYSSHE SHELLEY, COR CORDIUM, NATUS IV AUG. MDCCCXCII, OBIIT VII JUL. MDCCCXXII (Percy Bysshe Shelley, Inima inimilor, născut la 4 aug. 1792, mort la 8 iul. 1822). Iar dedesuptul acestei inscriții lapidare, Trelawny a ținut să adauge trei stihuri din Furtuna lui William Shakespeare pe care Shelley le recita adesea:
Nothing of him that doth fade,
But doth suffer a sea-change
Into something rich and strange.
(Nu s-a stins nimic din el,
Ci doar marea l-a schimbat
În ceva bogat, ciudat.)

## Opere
- 1792-1822: THE INDIAN SERENADE
- 1813: Crăiasa Mab ("Queen Mab");
- 1816: Alastor sau duhul singurătății ("Alastor, or the Spirit of Solitude");
- 1818: Revolta islamului ("The Revolt of Islam");
- 1819: Mascarada anarhiei ("The Masque of Anarchy");
- 1819: Odă vântului de apus ("To the Westwind");
- 1819: Odă unei ciocârlii ("To a Skylark");
- 1819: Familia Cenci ("The Cenci");
- 1820: Prometeu descătușat ("Prometheus Unbound");
- 1820: Norul ("The Cloud");
- 1821: Trimful vieții ("The Triumph of Life");
- 1821: Apărarea poeziei ("A Defense of Poetry");
- 1821: Epipsychidion ("Epipsychidion");
- 1822: Hellas ("Hellas").